# Flughafen Essendon

i7
i11
i13
Der Flughafen Essendon (englisch Essendon Airport, IATA-Code: MEB, ICAO-Code: YMEN) ist ein regionaler Flughafen in Melbournes nördlichem Stadtteil Essendon. Er liegt nur wenige Kilometer vom internationalen Flughafen Melbourne entfernt am Tullamarine Freeway.

## Geschichte
Der Flughafen wurde 1921 als Essendon Aerodrome offiziell von der Regierung ausgewiesen, nachdem das Gelände bereits zuvor für einige Zeit von einem Flugclub verwendet wurde.
1946 wurde die Graslandebahn betoniert und der Flughafen im Februar 1950 offiziell zu Melbournes erstem und Australiens zweitem internationalen Flughafen. Auf Grund der dichten Bebauung war bereits in den 1950er Jahren kein weiterer Ausbau möglich und die Landebahn zu kurz für Flugzeugtypen wie die Boeing 707. Aus diesem Grund entschied man sich 1959 zum Bau eines neuen Flughafens einige Kilometer entfernt, welcher 1967 erste Frachtflüge und ab 1970 auch Passagierflüge abwickelte. 1971 waren nahezu alle Linienfluggesellschaften zum neuen Flughafen umgezogen.

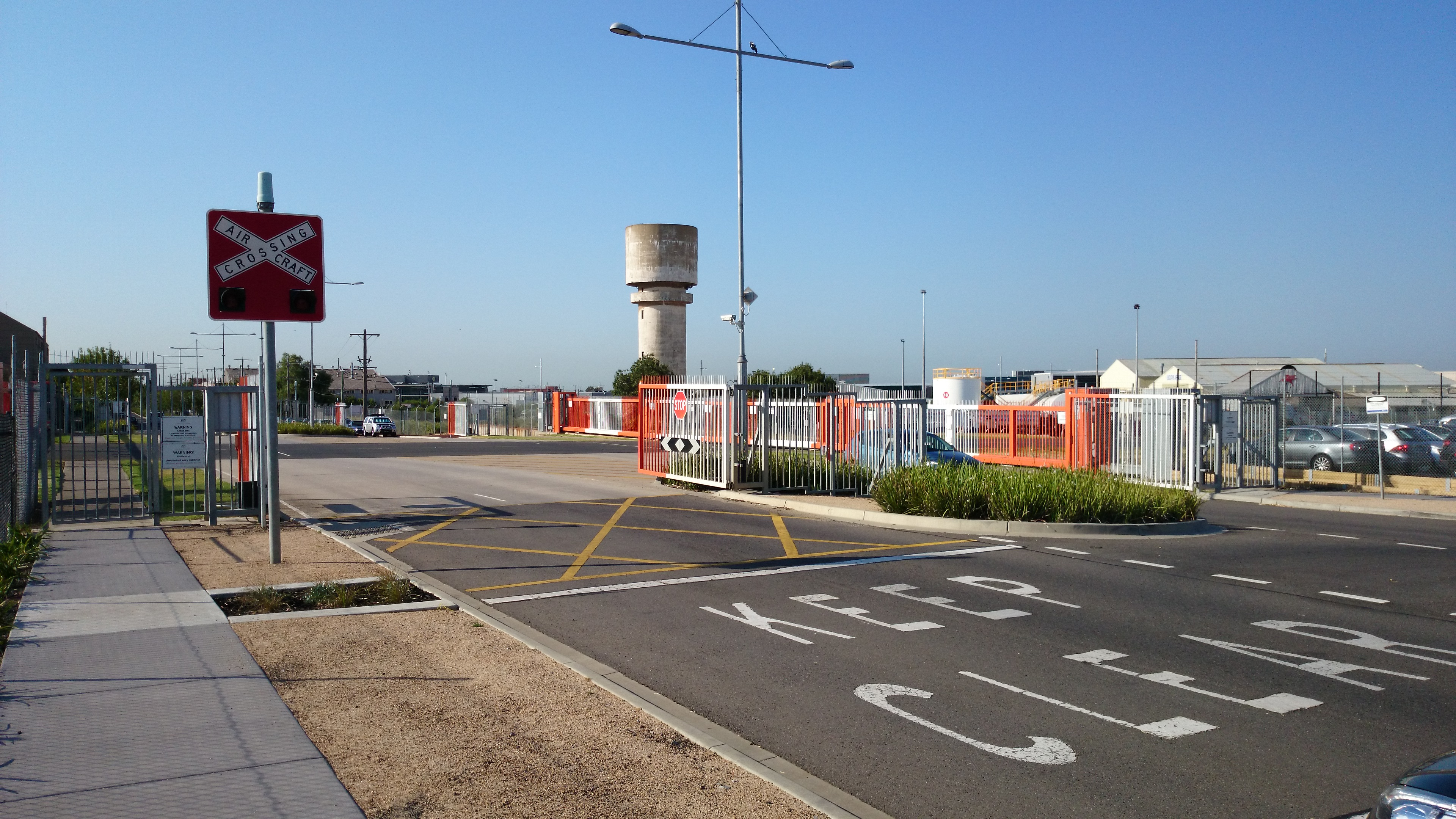
Ein Teil des Flughafens wird durch diese Straße abgetrennt

Derzeitige Nutzer sind neben einigen kleinen Fluggesellschaften, welche vor allem Flüge für Minengesellschaften, im Charterverkehr sowie für Geschäfts- und Privatflieger anbieten, die Victorian Air Ambulance, der Royal Flying Doctor Service of Australia und der Victoria Police Air Wing.
2007 wurde ein neuer Masterplan zur Umgestaltung des Flughafens für künftige Anforderungen mit dem Ziel der langfristigen Sicherung und Erhöhung des Verkehrsaufkommens veröffentlicht und soll in den nächsten Jahren umgesetzt werden. Dieser Masterplan führte zur Bildung von Anwohnergruppen, welche für eine Schließung oder die Erweiterung eintreten.

## Zwischenfälle
Seit der Flughafen ab 1970 nicht mehr Hauptflughafen von Melbourne war, kam es bei Start- und Landevorgängen zu mehreren Unfällen im Umkreis von 2 km um den Flughafen. Anwohner organisiert in der Initiative „Close Essendon Airport“ kritisieren, dass an beiden Enden der Landebahn nur wenige hundert Meter lange Sicherheitszonen bestehen, statt solche mit 1 bis 2 km Länge. Neil Hansford, Flugberater der Fa. Strategic Aviation Solutions International rät zu mehr Sicherheitsabstand, denn Gebäude stehen bis zu 100 m nahe an den Landebahnen.
- Am 10. Juli 1978 stürzte eine zweimotorige Partenavia P.68B der Speedair (Luftfahrzeugkennzeichen VH-PNW) auf einem Trainingsflug kurz nach dem Start in ein Haus. Dabei wurden sechs Menschen am Boden getötet und die drei an Bord schwer verletzt.[2]

- Am Morgen des 21. Februar 2017 stürzte eine Chartermaschine des Typs Beechcraft B200 Super King Air der Corporate and Leisure Aviation (Kennzeichen VH-ZCR) kurz nach dem Start gegen 9:00 Ortszeit auf ein nahe gelegenes, zu diesem Zeitpunkt geschlossenes Einkaufszentrum. Das Flugzeug kam daneben brennend am Parkplatz zu liegen. Die fünf Flugzeuginsassen, darunter 4 US-Staatsbürger, starben. Es war das schwerste Unglück der Zivilluftfahrt im Staat Victoria seit 30 Jahren.[3][4][5]